# 尾鍋輝彦
尾鍋 輝彦（おなべ てるひこ、1908年(明治41年)8月15日 - 1997年(平成9年)3月21日）は、日本の西洋史学者。お茶の水女子大学名誉教授。1980年勲三等旭日中綬章受章、没後正四位。

## 経歴
1908年、愛知県名古屋市で生まれた。東京帝国大学文学部西洋史学科で学び、1933年に卒業。
1950年、成城大学助教授に就いた。1951年にお茶の水女子大学助教授に転じ、1953年に教授昇格。1973年にお茶の水女子大学を定年退官し、名誉教授となった。1997年死去。没後叙正四位。

## 受賞・栄典
- 1980年：勲三等旭日中綬章を受章[1]。
- 1997年：正四位。

## 著作
著書
- 『西洋史概説』中文館書店 1947-1948
  - 再版 学生社
- 『ぼくらの西洋史』東京堂 1949
- 『文明のあけぼの』福村書店 中学生歴史文庫 1951
- 『世界史年表』弘文堂 アテネ文庫 1953
- 『西洋歴史辞典』弘文堂 アテネ文庫 1954
- 『世界伝記全集 シーザー』古賀亜十夫絵、講談社 1956
- 『独裁者：それを育てた世界史のなぞ』講談社教育図書出版部 1959
- 『目で見る学習百科 世界の歴史・原始から現代まで』偕成社 1960
- 『目でみる世界の歴史 ジュニア版 2(古代 その2) (ギリシアとローマ)』偕成社 1961
- 『目でみる世界の歴史 ジュニア版 3(中世) (唐・元とヨーロッパ)』偕成社 1961
- 『目でみる世界の歴史 ジュニア版 4(近世) (ルネサンスの時代)』偕成社 1961
- 『目でみる世界の歴史 ジュニア版 5(近代 その1) (自由への道)』偕成社 1962
- 『目でみる世界の歴史 ジュニア版 6(近代 その2) (近代国家のあらそい)』偕成社 1962
- 『目でみる世界の歴史 ジュニア版 7(現代 その1) (第二次世界大戦)』偕成社 1962
- 『目でみる世界の歴史 ジュニア版 8(現代 その2) (新しいアジアと世界)』偕成社、1962
- 『中学校世界史の指導計画』国土社(指導計画書シリーズ) 1963
- 『クーデター：その成功と失敗の分析』中公新書、1964
- 『グラッドストン：神と民に仕えた議会政治家』清水書院(センチュリーブックス) 1972
  - 『最高の議会人：グラッドストン』清水新書 1984
  - 新装版 2018年
- 『帝国主義時代の開幕』(二十世紀 1) 中央公論社 1977
- 『古き良きヨーロッパ』(二十世紀 2) 中央公論社 1977
- 『辛亥革命』(二十世紀 3) 中央公論社 1977
- 『明治の光と影』(二十世紀 4) 中央公論社 1978
- 『第一次世界大戦』(二十世紀 5) 中央公論社 1979
- 『ロシア革命』(二十世紀 6) 中央公論社 1981
- 『ヴェルサイユ体制』(二十世紀 7) 中央公論社 1982
- An Introduction to Japanese History Foreign Press Center Japan, 1983.
- 『中国の国民革命』(二十世紀 8) 中央公論社 1984

### 共編著
- 『世界史』三上次男共著、中教出版 1950
- 『世界史の可能性』編、東京大学協同組合出版部 1950
- 『少年少女学習百科全集 5 世界の歴史』三上次男共著、講談社、1963
- 『決定的瞬間史』和歌森太郎共著、雪華社 1965
- 『玉川児童百科大辞典 16 世界歴史』編、誠文堂新光社 1967
- 『講座国民性の教育』伊藤昇・大嶋三男共編 明治図書出版 1969
- 『カラー図鑑百科 世界の歴史』編、世界文化社 1969
- 『世界の歴史 別巻 地図・年表・小辞典・読史備要』編、中央公論社 1962
- 『中学校社会科指導細案 歴史的分野』平田嘉三共編、明治図書出版(新学習指導要領細案化シリーズ) 1974
- 『歴史教育学事典』豊田武・平田嘉三共編著、ぎょうせい 1980

### 訳書
- 『日本の歴史』ジョン・W・ホール著、講談社現代新書 1970
- 『コロンブス航海記1492年』ローベルト・グリューン著、原田節子共訳、講談社 1971